# The Exploited
The Exploited – szkocki zespół muzyczny uformowany w 1979 w Edynburgu. Wywodzi się z drugiej fali brytyjskiego punk rocka.

## Skład

### Obecni członkowie zespołu
- Wattie Buchan – wokal
- Irish Rob – bas
- Willie Buchan – perkusja
- Robbie Steedo Davidson - gitara

### Byli członkowie zespołu

#### Gitara
- Hayboy (Steve) (1979-1980)
- „Big” John Duncan (1980-1983)
- Karl „Egghead” Morris (1983-1985)
- Mad Mick (1985)
- Nig(el) (1985-1990)
- Arf (Arthur Dalrymple) (1990)
- Gogs (Gordon Balfour) (1989-1991)
- Fraz (Fraser Rosetti) (1991-1995)
- Jamie Buchan (1995-1996)
- Majk (Michael Michael) (1996-1998)
- Robbie „Steed” Davidson (2001-2007)
- Gav Little (2007-2008)
- Mat Mcguire (2008-2011)

#### Bas
- Mark Patrizio (1979-1980)
- Gary MacCormack (1980-1983)
- Billy Dunn (1983-1984, 1996-1997)
- Wayne Tyas (1984-1985, 1986)
- „Deptford” John Armitage (1985-1986)
- Tony (1986-1987)
- Smeeks (Mark Smellie) (1988-1993)
- Jim Gray (1993-1996)
- Dave Peggie (2002-2003)
- Mikie (2003-2005)

#### Perkusja
- Jimbo (Jim Park) (1979)
- Glen Campbell (Dru M Stix) (1979-1982)
- Danny Heatley (1982)
- Steve Roberts (1982)
- Dougie Mccann (1986-1987)
- Tony Warren (1989-1991)
- Reiner (1997)
- Daniel Lynch (1998-2000)
- Ian Purdie (Pud) (1991-1992)
- Willie Buchan (z przerwami od 1982)

## Dyskografia
Albumy studyjne
- Punks Not Dead (1981)
- Troops of Tomorrow (1982)
- Let's Start a War... (Said Maggie One Day) (1983)
- Horror Epics (1985)
- Death Before Dishonour (1987)
- The Massacre (1990)
- Beat the Bastards (1996)
- Fuck the System (2002)

Albumy koncertowe
- On Stage (1981)
- Apocalypse Tour (Limited Edition) (1981)
- Live at the Whitehouse (1985)
- Live And Loud (1987)
- Live Lewd Lust (1989)
- Don't Forget the Chaos (1992)
- Live in Japan (1994)
- Live at the White House (1996)